# Kaluza-Kleinova teorija
Kaluza-Kleinova teorija je fizikalna teorija, ki poskuša združiti osnovni sili gravitacije in elektromagnetne sile. Teorijo je objavil leta 1921 Theodor Kaluza, ki je razširil Einsteinovo splošno teorijo relativnosti na petrazsežni prostor-čas. Enačbe lahko razdelimo na tri dele, v enem delu so enačbe, ki ustrezajo Einsteinovih enačbam polja, v drugem enačbe, ki ustrezajo Maxwellovim enačbam elektromagnetnega polja in v zadnjem dodatno skalarno polje, ki ga sedaj imenujejo radion.
Delitev petrasežnega prostor-časa v Einsteinove enačbe polja in Maxwellove enačbe v štirih razsežnostih je prvi odkril leta 1914 Gunnar Nordström v sklopu svoje teorije gravitacije, na katero so kasneje pozabili. Leta 1926 je Oskar Klein predlagal, da je četrta prostorska razsežnost zvita v krogu z zelo majhnim polmerom. Tako bi se delec, ki se za kratek čas giblje vzdolž te osi, vrnil v svojo začetno lego. Razdalja, ki jo lahko delec prepotuje preden pride v svojo začetno lego, je velikost razsežnosti. Ta dodatna razsežnost je kompaktna množica, pojavu, da ima prostor-čas dodatne stisnjene razsežnosti, pa rečemo kompaktifikacija.
Kaluza-Kleinova teorija je kasneje vplivala na Brans-Dickeovo teorijo kjer je dodatno skalarno polje dejansko ločeno od gravitacijskega polja.
V sodobni geometriji lahko dodatno peto razsežnost razumemo kot krožno grupo U(1), saj lahko elektromagnetizem izrazimo kot umeritveno teorijo na vlaknenem svežnju, krožnemu svežnju z umeritveno grupo U(1). Ko enkrat razumemo to geometrijsko razlago, je relativno enostavno zamenjati U(1) s splošno Liejevo grupo. Takšnim posplošitvam velikokrat rečejo Yang-Millsove teorije. Yang-Millsove teorije se pojavljajo na ravnem prostoru-času, Kaluza-Kleinova teorija pa obravnava splošnejši primer ukrivljenega prostora-časa. Osnovni prostor Kaluza-Kleinove teorije ni nujno štirirazsežni prostor-čas, ampak je lahko poljubna (psevdoriemannovska) riemannovska mnogoterost, ali celo supersimetrična mnogoterost, oziroma orbiterost.
Kot poenotenje sil je smiselno uporabiti Kaluza-Kleinovo teorijo pri poskusu poenotenja gravitacije z močno in elektrošibko silo s pomočjo grupe simetrij standardnega modela SU(3) × SU(2) × U(1). Vendar nepremišljen poskus preoblikovanja te zanimive geometrijske konstrukcije v zadovoljiv model naleti na več spornih vprašanj. Na primer dejstvo da je potrebno fermione vpeljati po nenaravni poti (v nesupersimetričnih modelih). Manj vprašljiv pristop poenotenja sil je mogoč s sodobnima teorijo strun in M-teorijo. Kaluza-Kleinova teorija pa vseeno ostaja pomemben preskusni kamen v teorijski fiziki in jo velikokrat vsebujejo bolj zapletene teorije. Samostojno jo raziskujejo kot geometrijsko zanimivost v matematični K-teoriji.